# کنسولگری سابق بریتانیا در تبریز
کنسولگری بریتانیا در تبریز، یک مکان دیپلماتیک و سیاسی در تبریز بود که زیر نظر سفارت بریتانیا در تهران به فعالیت می‌پرداخت. این کنسولگری در خیابان ۱۷ شهریور واقع شده و بزرگترین کنسولگری خارجی از نظر فضا و ساختمان در تبریز محسوب می‌شد. کنسولگری انگلستان، قدیمی‌ترین نمایندگی سیاسی دولتی خارجی در تبریز بود که فعالیت آن از سال ۱۸۳۷ میلادی آغاز شد.
پس از اینکه در زمان محمد مصدق اکثر کنسولگری‌های خارجی در تبریز به غیر از کنسولگری‌های آمریکا، روسیه، فرانسه و ترکیه، تعطیل شدند، این کنسولگری نیز بعد از مدتی به فعالیت‌های کنسولی و سیاسی خود پایان داده و تعطیل گردید.
در سال ۱۳۴۲ ساختمان بزرگ آن به مرکز آموزشی و تعلیماتی سپاه دانش دختران تبریز اختصاص یافت و بعد از پیروزی انقلاب ۱۳۵۷ و لغو برنامه‌های سپاه دانش، این مکان یا کنسولگری سابق انگلستان تبدیل به «دبیرستان دخترانه الزهرا» شد و تاکنون نیز این دبیرستان در ناحیهٔ ۳ آموزش و پرورش تبریز پا برجاست.

## فهرست کنسول‌ها
| سال‌های مسئولیت | نام             | به انگلیسی          |
| -------------- | --------------- | ------------------- |
| ۵۶–۱۸۵۴        | کیث ادوارد ابوت | Keith Edward Abbott |